# Leonardville (Kansas)
Pour les articles homonymes, voir Leonardville.
Leonardville est une municipalité américaine située dans le comté de Riley au Kansas.
Lors du recensement de 2010, sa population est de 449 habitants. Située au nord-ouest de Manhattan, la municipalité s'étend alors sur une superficie de 0,29 mille carré (0,75 km2).
La localité est fondée en 1881,. Elle d'abord appelée Alembic ; son bureau de poste porte ce nom lors de son ouverture en février 1881. Le nom de Leonardville est adopté en 1882, en l'honneur de Leonard T. Smith, dirigeant d'une société de chemin de fer locale,.